# يان ريغنسبورغ
نادي يان ريغنسبورغ للرياضة والسباحة (بالألمانية: Sport- und Schwimmverein Jahn  Regensburg e. V.) نادي كرة قدم ألماني يلعب في دوري الدرجة الثانية. يقع في مدينة ريغنسبورغ بولاية بافاريا. تم تأسيس النادي في سنة 1907 .